# Азиатска Висша лига 2017
Азиатската Висша Лига 2017 ще се проведе на 19 юли и 22 юли 2017 в Хонг Конг. В нея ще вземат участие четири отбора. Това са Ливърпул, Кристъл Палас, Лестър и Уест Бромич. За първи път няма да участва отбор домакин, след като един азиатски отбор се отказа. Това е първото издание, в което ще участват четири английски отбора.

## Продажба на билети
Продажбата на билети стартира на 2 юни 2017. Всички билети са продадени за един ден.

## Мачове
На 19 юли 2017 ще се изиграят следните двубои:
- Лестър-Уест Бромич
- Ливърпул-Кристъл Палас

На 22 юли 2017 ще се изиграе финала, както и мача за третото място.
|  | Тази страница частично или изцяло представлява превод на страницата 2017 Premier League Asia Trophy в Уикипедия на английски. Оригиналният текст, както и този превод, са защитени от Лиценза „Криейтив Комънс – Признание – Споделяне на споделеното“, а за съдържание, създадено преди юни 2009 година – от Лиценза за свободна документация на ГНУ. Прегледайте историята на редакциите на оригиналната страница, както и на преводната страница, за да видите списъка на съавторите. ВАЖНО: Този шаблон се отнася единствено до авторските права върху съдържанието на статията. Добавянето му не отменя изискването да се посочват конкретни източници на твърденията, които да бъдат благонадеждни. |